# Wolfram Weise
Wolfram Weise (* 14. Februar 1946 in Frankfurt am Main) ist ein deutscher Kernphysiker und Teilchenphysiker.

## Leben
Weise studierte ab 1965 Physik und Mathematik an der Johann Wolfgang Goethe-Universität Frankfurt am Main, an der er 1969 sein Diplom in Physik machte. 1970 wurde er an der Universität Erlangen promoviert (summa cum laude) und 1974 habilitiert. 1973 bis 1975 war er an der State University of New York at Stony Brook (SUNY) bei Gerald Brown und 1975/76 am CERN (wo er damals das Angebot hatte, fest angestelltes Mitglied des Labors zu werden). 1976 wurde er Professor für Theoretische Physik an der Universität Regensburg, wo er 1987 bis 1989 Dekan der Physik-Fakultät war. Ab 1994 war er Professor an der TU München. 2007 bis 2009 war er dort Prodekan. 2012 emeritierte er.
2001 bis 2004 war und ab 2012 ist er Direktor des European Center for Theoretical Studies in Nuclear Physics and Related Areas (ECT) in Trient.
Er war Gastwissenschaftler am CERN, SUNY, der Freien Universität Amsterdam, der Science University of Tokyo, der Universität Kyoto, dem Argonne National Laboratory, am GSI und am Institut für Theoretische Kernphysik (INT) der University of Washington.
1991 bis 2006 war er Adjunct Professor an der Nordita in Kopenhagen.
Er ist verheiratet und hat zwei Kinder.

## Werk
Weise befasst sich mit Theorie der Hadronen und Atomkerne unter Aspekten der Quantenchromodynamik und effektiver (sogenannte „chirale“) Feldtheorien von Mesonen (insbesondere Pionen) zur Beschreibung von Hadronen, Kernmaterie und Kernen, mit Quark-Gluon-Plasma und anderen extremen Materiezuständen hadronischer Materie und deren Phasen.

## Mitgliedschaften, Herausgeberschaft, Ehrungen
2007 Giulio Racah Memorial Lecturer an der Hebräischen Universität und 2010 Emilio Segre Distinguished Lecturer an der Universität Tel Aviv. Er war 2002 Research Fellow der Japan Society for the Promotion of Science und erhielt 1995 den Alexander von Humboldt-J. C. Mutis Preis.
Er war Mitherausgeber von Physical Review Letters (2005 bis 2007), Physics Reports (1990 bis 2012) und der Zeitschrift für Physik A und deren Nachfolger European Physical Journal A (1984 bis 2000).
Weise war im Programmausschuss des LAMPF am Los Alamos National Laboratory, des ELSA Beschleunigerlabors in Bonn, des MAMI in Mainz und im Beirat der Beschleunigerlabors der Universität und TU München, des CERN (PSSC, 1982 bis 1984), war im Aufsichtsrat des GSI (1998 bis 2000) und dessen Wissenschaftlichem Rat (1999 bis 2000 als Vorsitzender) und im Wissenschaftlichen Komitee des italienischen Kernforschungszentrums INFN in Frascati (2003 bis 2009). Seit 2006 war er im Beirat des Yukawa Instituts für Theoretische Physik der Universität Kyoto und er ist im Programmkomitee von J-PARC (seit 2012).

## Schriften
- mit Gerry Brown Pion Condensates, Physics Reports, Band 27, 1976, S. 1–34
- mit T. E. O. Ericson Pions and Nuclei, Clarendon Press, Oxford, 1988
- Chiral Symmetry and Nucleon Structure, Progress in Particle and Nuclear Physics, Band 20, 1988, S. 113
- mit Gerry Brown, Gordon Baym, Josef Speth Relativistic effects in nuclear physics, Comments on Nuclear and Particle Physics 1987, S. 39–62
- Subnukleare Physik. Theoretische und Experimentelle Beispiele, Physikalische Blätter, Band 45, 1989, S. 391
- mit Norbert Kaiser, P. B. Siegel Chiral dynamics and low-energy kaon-nucleon interaction, Nuclear Physics A, Band 594, 1995, S. 325–345, Arxiv
- mit A. W. Thomas The Structure of the Nucleon, Wiley/VCH 2001
- mit C. Ratti, M. Thaler Phases of QCD: lattice thermodynamics and a field theoretical mode, Physical Review D, Band 73, 2006, S. 014019, Arxiv
- mit T. Hell, S. Rößner, M. Cristoforetti Thermodynamics of a three-flavour non-local Polyakov – Nambu – Jona-Jasinio model, Physical Review D, Band 81, 2010, S. 074034, Arxiv
- Nuclear Chiral Dynamics and Phases of QCD, Erice School 2011 From Quarks and Gluons to Hadrons and Nuclei
- mit Norbert Kaiser, Salvatore Fiorilla Chiral Nuclear Thermodynamics, Erice School 2011
- mit Jeremy Holt, Mannque Rho:  Chiral symmetry and effective field theories for hadronic, nuclear and stellar matter, Physics Reports, Band 621, 2016, S. 2–75, Arxiv